# Mikrostruktur (Lexikografie)
Als Mikrostruktur bezeichnet man in der Lexikografie und Enzyklopädik bei einem Wörterbuch oder vergleichbarem Nachschlagewerk die linear geordnete Menge der Angaben, die auf das Lemma folgen. Der Hauptteil ist der Bedeutungsteil mit Definitionen und Bedeutungserklärungen, syntaktischen und semantischen Abhängigkeiten von Kontextpartnern sowie Nennung von Synonymen und Antonymen. Es wird weiter unterschieden zwischen der konkreten und der abstrakten hierarchischen Mikrostruktur.
Die Definition des Begriffes Mikrostruktur ist umstritten; so rechnet Hausmann alle Informationen zu einem Lemma sowie das Lemma selbst der Mikrostruktur zu, während Rey-Debove damit nur die linear geordnete Menge der Angaben bezeichnet, die auf das Lemma folgen.